# Nabila Tizi
Pour les articles homonymes, voir Nabila.
Nabila Tizi (en arabe : نبيلة تيزي), née le 20 mars 1984 est une ancienne handballeuse internationale algérienne, évoluant au poste d'arrière droite.

## Biographie
Arrivée à Besançon en 2007, Nabila Tizi passe cinq années au club avant de rejoindre Angoulême en 2012.
Nabila Tizi s'engage avec Brest en 2013, en provenance d'Angoulême. En  2017, elle met fin à sa carrière professionnelle et joue quelques mois avec le club amateur de Landi / Lampaul Handball.
À partir de la saison 2020/2021, elle devient l'entraîneuse des U18 féminines du Pays Lesneven Handball.
En parallèle, elle commente les matchs à domicile de Brest sur la chaîne locale Tébéo.

## Palmarès

### En club
compétitions nationales
- vainqueur de la coupe de France en 2016 (avec Brest Bretagne Handball)
- championne de France 2e division  en 2016 (avec Brest Bretagne Handball)
- championne de France de Nationale 1 en 2014 (avec Brest Bretagne Handball)
- vice-championne de Championnat de France 2016-2017(avec Brest Bretagne Handball)
- Quarts de finale de la Coupe EHF 2016-2017 (avec Brest Bretagne Handball)[8]
- Quarts de finale de la Coupe Challenge 2009-2010 (avec ES Besançon)
- vainqueur de la coupe d'Algérie en 2007 (avec HBC El-Biar)

### Enéquipe nationale d'Algérie

#### Championnats du monde
- 22e au  Championnat du monde 2013 en ( Serbie)

#### Championnat d'Afrique
- 5e au championnat d'Afrique 2008 ( Angola)
- 4e au championnat d'Afrique 2010 ( Égypte)
- 4e au championnat d'Afrique 2012 ( Maroc)
- 4e au championnat d'Afrique 2014 ( Algérie)
- 6e au Championnat d'Afrique 2016 ( Angola)

### Distinctions individuelles
- meilleure ailière droite du championnat d'Afrique des nations en 2012
- 3e meilleure marqueuse du Championnat de France en 2010-2011
- meilleure ailière droite du championne de France de Nationale1 en 2014[9]